# Sierakowice (Silezië)
Sierakowice is een dorp in het Poolse woiwodschap Silezië, in het district Gliwicki. De plaats maakt deel uit van de gemeente Sośnicowice en telt 1300 inwoners.